# Ipilimumab
Ipilímumàb, pod zaščitenim imenom  Yervoy, je človeško monoklonsko protitelo, ki blokira receptor CTLA-4 in s tem vzdržuje limfocite T v aktiviranem stanju. Uporablja se pri zdravljenje več vrst napredovalega raka.
Celice T ubijalke (citotoksični limfociti T) lahko prepoznajo in uničijo rakave celice, vendar pa obstajajo tudi mehanizmi, ki to preprečijo oziroma zavrejo. Ipilimumab odstrani zaviralni mehanizem in ojača telesni imunski odziv proti rakavim celicam.
Ipilimumab so za zdravljenje melanoma odobrili v ZDA marca 2011, v EU pa julija 2011. Tako je postal prvi v klinični uporabi odobreni zaviralec nadzornih točk, novejše skupine protirakavih zdravil, ki se uporabljajo v imunoterapiji raka. Kasneje so ga odobrili tudi za zdravljenje nekaterih drugih vrst raka, in sicer raka ledvičnih celic in nedrobnoceličnega pljučnega raka.

## Klinična uporaba
Ipilimumab se uporablja za zdravljenje:
- napredovalega melanoma (kot samostojno zdravljenje ali v kombinaciji z nivolumabom)
- napredovalega raka ledvičnih celic (v kombinaciji z nivolumabom)
- nedrobnoceličnega pljučnega raka z zasevki (v kombinaciji z nivolumabom in 2 cikloma kemoterapije na osnovi platine)

## Neželeni učinki
Najpogostejši neželeni učinki ob zdravljenju z ipilimumabom so izpuščaj, srbenje, utrujenost, driska, slabost, bruhanje, zmanjšan tek in bolečine v trebuhu.
Ipilimumab lahko povzroči imunsko pogojene neželene učinke, ki so verjetno povezani z mehanizmom njegovega delovanja in so posledica čezmernega delovanja imunskega sistema. Prizadenejo lahko prebavila, jetra, kožo, živčevje, žleze z notranjim izločanjem ali druge organske sisteme. Lahko so hudi in tudi življenjsko nevarni. Ipilimumab lahko med drugim povzroči imunsko posredovan enterokolitis in drisko; če gre za hudo obliko, je lahko potrebno zdravljenje z visokimi odmerki sistemskih glukokortikoidov. Driska in kolitis se navadno pojavita po 5–6 tednih zdravljenja. Gre za pogosta neželena učinka; pojavnost driske katerekoli stopnje je 30-odstotna, hujše oblike (stopnje 3 in 4) pa manj kot 10-odstotna. Kolitis se pojavi pri okoli 5 % bolnikov.

## Mehanizem delovanja
Ipilimumab se veže na receptor CTLA-4 in ga blokira ter s tem vzdržuje limfocite T v aktiviranem stanju. Celice T ubijalke (citotoksični limfociti T) lahko prepoznajo in uničijo rakave celice, vendar pa se lahko rakave celice poslužijo mehanizmov, ki to preprečijo oziroma zavrejo. Ipilimumab odstrani zaviralni mehanizem in ojača telesni imunski odziv proti rakavim celicam.
Rakave celice proizvajajo antigene, ki jih lahko imunski sistem prepozna – prepoznajo jih dendritične celice ter antigene predstavijo celicam T ubijalkam v bezgavkah. Celice T ubijalke naposled rakave celice uničijo. Vendar pa lahko dendritične sprožijo tudi zaviralni signal, in sicer preko transmembranskega receptorja CTLA-4 (angl. cytotoxic T-lymphocyte-associated protein 4) na površini celic T ubijalk. Z aktivacijo CTLA-4 se zavre citotoksična reakcija in rakave celice tako ubežijo uničenju. Ipilimumab se veže na CTLA-4, prepreči vezavo zaviralnega signala, ki bi prišel s strani dendritičnih celic, ter tako omogoči celicam T ubijalkam, da uničijo rakave celice.